# Flags of Our Fathers
Flags of Our Fathers is een Amerikaanse oorlogsfilm uit 2006 onder regie van Clint Eastwood. Het scenario is gebaseerd op het gelijknamige boek uit 2000 van de Amerikaanse auteurs James Bradley en Ron Powers.

## Verhaal
In 1945 woedt de Tweede Wereldoorlog nog in alle hevigheid in de Stille Oceaan. Op het eiland Iwo Jima vindt een van de bloedigste veldslagen uit de oorlog plaats. Als vijf mariniers en een legerarts de Amerikaanse vlag planten op een vulkaan, worden ze op slag beroemd in hun vaderland. Ze worden ingezet om geld op te halen voor de financiering van de oorlog.

## Rolverdeling
| Acteur               | Personage                |
| -------------------- | ------------------------ |
| Ryan Phillippe       | John Bradley             |
| Jesse Bradford       | Rene Gagnon              |
| Adam Beach           | Ira Hayes                |
| John Benjamin Hickey | Keyes Beech              |
| John Slattery        | Bud Gerber               |
| Barry Pepper         | Mike Stank               |
| Jamie Bell           | Ralph Ignatowski         |
| Paul Walker          | Hank Hansen              |
| Robert Patrick       | Kolonel Chandler Johnson |
| Neal McDonough       | Kapitein Harnois         |
| Melanie Lynskey      | Pauline Harnois          |
| Tom McCarthy         | James Bradley            |
| Chris Bauer          | Commandant Vandegrift    |
| Judith Ivey          | Belle Block              |
| Myra Turley          | Madeline Evelley         |